# Łuczywnik
Łuczywnik (słow. Lučivník) – potok w słowackich Tatrach Zachodnich. Ma źródła na wysokości około 1680 m na obrzeżach Wyżniej Równi w dolinie Łuczywnik (odnoga Doliny Żarskiej). Spływa w południowym kierunku i na wysokości około 910 m, w miejscu o współrzędnych 49°08′44,9″N 19°42′00,3″E/49,145806 19,700083 uchodzi jako jej prawy dopływ do Smreczanki spływającej Doliną Żarską. Następuje to tuż przy wylocie Doliny Żarskiej do Kotliny Liptowskiej. Cały czas Łuczywnik spływa przez las, jedynie jego najwyższy, źródliskowy odcinek znajduje się wśród kosodrzewiny.